# Thurston Daniels
Thurston Edward Daniels (* 10. Juni 1859 im Yamhill County, Oregon; † 8. Dezember 1926 in Los Angeles, Kalifornien) war ein US-amerikanischer Politiker. Zwischen 1897 und 1901 war er Vizegouverneur des Bundesstaates Washington.

## Werdegang
Thurston Daniels absolvierte die High School in Portland. Er machte eine Lehre im Druckerhandwerk und arbeitete dann in der Zeitungsbranche. Dabei war er Gründer und Miteigentümer der Zeitung Vancouver Independent. Politisch war er Mitglied der Populist Party. Im Jahr 1896 wurde Daniels an der Seite von John Rogers zum Vizegouverneur von Washington gewählt. Dieses Amt bekleidete er zwischen 1897 und 1901. Dabei war er Stellvertreter des Gouverneurs und Vorsitzender des Staatssenats. Nach seiner Zeit als Vizegouverneur ist er politisch nicht mehr in Erscheinung getreten. Er starb am 8. Dezember 1926 in Los Angeles.